# Kostel Povýšení svatého Kříže (Jilemnice)
Kostel Povýšení svatého Kříže byl římskokatolický dřevěný kostel v Jilemnici v okrese Semily v Libereckém kraji.

## Historie
Kostel Povýšení svatého Kříže se poprvé připomíná roku 1547. Díky své odlehlé poloze byl chráněný před četnými městskými požáry. Do roku 1701 sloužil hoření části města Jilemnice jako hlavní (nikoliv však farní) kostel. Roku 1630 byl sem přesunut hlavní jilemnický hřbitov. Je zmiňován i v soupisu poddaných podle víry z roku 1651. Ten uvádí, že zabírá plochu zhruba jedné role (tj. asi 730 metrů čtverečních). Po vydání tolerančního patentu roku 1781 požádali evangelíci z jilemnického okolí o vydání kostela Povýšení svatého Kříže pro bohoslužby. Vrchní Erben však jejich přání nevyhověl.
Na Grauparově mapě z doby kolem roku 1770 je kostel zachycen jako prostá obdélná stavba obklopená hřbitovní zdí s brankou lemovanou vzrostlými stromy. Byl uzavřen, roku 1786 prodán včetně lip a roku 1787 zbořen.
Hřbitov sloužil svému účelu až do roku 1811, kdy byl zrušen pro nedostatek místa. Později byla na tomto místě vystavěny obytné domy a ulice Lyžařská. Místo připomínaly pouze dva kříže a plocha s osmi náhrobky. Roku 2019 byl starý hřbitov při výstavbě nového kruhového objezdu revitalizován a zachovalé náhrobky byly zasazeny do nové zdi.